# District de Hongqiao
Pour les articles homonymes, voir Hongqiao.
Le district de Hongqiao (红桥区 ; pinyin : Hōngqiáo Qū) est une subdivision du centre de la municipalité de Tianjin en Chine.